# 增益带宽积

通过引入负反馈，可以改善放大器网络的频率响应，不过增益会降低。

增益带宽积（英語：gain–bandwidth product）是指一个放大器带宽以及其相应增益的乘积。
诸如运算放大器等电子器件被设计为具有单极频率响应，增益带宽积几乎与工作点处的增益无关；这些器件的带宽增益积等于一个单位增益带宽。当放大器以负反馈的形式连接在电路中时，整个负反馈网络提供的增益低于开环增益（Open-loop gain）。这时，闭环放大器网络的增益带宽积就近似等于开环放大器网络的增益带宽积。S.斯里尼瓦桑指出：“有限增益带宽积这项参数描述了运算放大器增益对于频率的依赖关系。”

## 概述
增益带宽积这项参数主要是针对运算放大器，它可以让电路设计人员通过指定的器件频率（或频带）来确定其最大增益，反过来也同样适用。
当把一个LC电路安装到一个放大器的输入端和输出端，增益得到提升，但是可用的频带宽度不得不下降。这两个值的乘积可以用增益带宽积来表示。

### 示例
假设运算放大器的增益带宽积为1 MHz，它意味着当频率为1 MHz时，器件的增益下降到单位增益。这样，当器件在电路中的目标是得到单位增益时，它最高可以以1 MHz的频率工作而不至于使信号失真。由于增益与频率的乘积是确定的，因此当同一器件需要得到10倍增益时，它最高只能够以100 kHz的频率工作。反过来，当工作频率降低到1 Hz的时候，最大增益可以达到1,000,000。
同样可以用分析的方法证明当{\displaystyle \omega >>\omega _{c}}时GBWP成为常数。
设{\displaystyle A_{1}(\omega )}为一阶传递函数，由下式给出：
{\displaystyle A_{1}(\omega )={\frac {H_{0}}{\sqrt {1+{{\left({\frac {\omega }{\omega _{c}}}\right)}^{2}}}}}}
可以证明：
{\displaystyle GBWP_{\omega >>{\omega _{c}}}={A_{1}}(\omega )\cdot \omega \approx const.}
证明：
{\displaystyle GBWP={A_{1}}(\omega )\cdot \omega ={\frac {H_{0}}{\sqrt {1+{{\left({\frac {\omega }{\omega _{c}}}\right)}^{2}}}}}\cdot \omega \simeq {\frac {H_{0}}{\sqrt {{\left({\frac {\omega }{\omega _{c}}}\right)}^{2}}}}\cdot \omega ={H_{0}}\cdot {\omega _{c}}=const.}
例如当{\displaystyle \omega =5\cdot \omega _{c}}时
{\displaystyle GBWP={\frac {H_{0}}{\sqrt {\frac {\omega _{c}^{2}+25{\omega _{c}}^{2}}{\omega _{c}^{2}}}}}\cdot 5{\omega _{c}}={\frac {5}{\sqrt {26}}}{H_{0}}\cdot {\omega _{c}}=0.98\cdot {H_{0}}\cdot {\omega _{c}}}
请注意上例中误差仅有2%。

## 晶体管
对于晶体管，电流的增益带宽积以{\displaystyle f_{T}}表示，有时也被称为“过渡频率”。这项参数通常在特定的测试条件下，由低频率工作时的电流增益和截止频率（在这个频率下，电流增益下降3分贝，即幅值下降到70.7%左右）2个参数确定。上述两个数值的乘积可以被认为是电流增益下降到单位增益时的频率。将{\displaystyle f_{T}}除以实际工作频率，就可以得到截止频率和过度频率之间某处的晶体管电流增益。通常，晶体管需要工作在{\displaystyle f_{T}}以下，这样它们才能起到放大或振荡器的作用。在双极性晶体管中，频率响应还和内部结电容有关。其过渡频率随集电极电流变化而变化，在某个特定值处达到一个最大值，如果此时再使集电极电流增加或减少，这项参数会下降。